# Jiří Demel
Jiří Demel (3. listopadu 1923, Opava – 7. ledna 2006, Valašské Meziříčí) byl vlastivědným pracovníkem a publicistou.
Jako dítě přivítal ve Valašském Meziříčí Tomáše Garrigue Masaryka při jeho návštěvě Valašska. Po absolvování valašskomeziříčského gymnázia a Filozofické fakulty Univerzity Karlovy v Praze, obor český jazyk – ruština, působil jako učitel na středních školách Valašska. Byl prezidentem organizačního výboru Moravského festivalu poezie. Aktivně se účastnil společenského života a byl členem řady spolků, například pěveckého sboru Beseda či Sokola. Publikoval v řadě časopisů, pravidelně přispíval do Zpravodaje OVM, Šipinek, Obelisku. Zpracoval a publikoval historii knihoven ve Valašském Meziříčí a historii pěveckého sboru Beseda. Odhalil autora textu Zápisníku zmizelého Leoše Janáčka a napsal o tom stať do knihy Jana Mikesky Tajemství P.S. Podílel se též na Slovníku osobností Valašska. V roce 2004 se stal prvním držitelem „Ceny města Valašského Meziříčí“.

## Dílo (knižně)
- Čítanka o Valašském Meziříčí
- Listy do památníku mého města
- Ochotnické divadlo ve Valašském Meziříčí
- Valašské Meziříčí aneb Vzpomínání a toulání
- Zdeněk Mlčoch